# Apis (insecte)
Pour les articles homonymes, voir Abeille (homonymie) et Apis (homonymie).
Genre
Sous-genres de rang inférieur
- Micrapis
- Megapis
- Apis

Répartition géographique
- Apis mellifera
- Apis nigrocincta
- Apis koschevnikovi
- Apis andreniformis
- Apis dorsata
- Apis cerana
- Apis florea

Apis  (mot latin signifiant apis « abeille ») est un genre qui regroupe sept à neuf espèces d'insectes sociaux de la famille des Apidés (Apidae) et de la sous-famille des Apinae. C'est le seul genre de la tribu des Apini.
Ces espèces produisent du miel en quantité notable ; ce genre regroupe donc les espèces qui sont principalement exploitées pour l'apiculture. Les membres de ce genre sont communément désignés par le terme abeilles, quoique ce terme puisse désigner aussi les taxons supérieurs Apoidea, Apidae et Apinae. Il existe d'autres espèces d'abeilles à miel en dehors du genre Apis, qui produisent du miel en très petites quantités.
L’apidologie est la spécialité de l'entomologie qui traite des abeilles domestiques.

## Biologie

### Classification
La classification des abeilles pourrait encore évoluer (avec notamment le programme Bee-Barcode of Life
).
On détermine généralement trois sous-genres :
- sous-genre Micrapis :
  - Apis andreniformis
  - Apis florea, ou abeille naine, dont le miel est aussi parfois collecté auprès de colonies sauvages.
- sous-genre Megapis :
  - Apis dorsata, ou abeille géante, dont le miel est aussi parfois collecté auprès de colonies sauvages.
  - Apis laboriosa ou abeille géante de l'Himalaya[2].
- sous-genre Apis :
  - Apis cerana
  - Apis koschevnikovi
  - Apis mellifera, indigène d'Europe largement introduite sur d'autres continents comme l'Amérique et l'Australie est la principale espèce élevée pour la production de miel : elle convient particulièrement à l'apiculture.
  - Apis nigrocincta, présente en Asie, est également élevée à grande échelle.

Certaines variétés sont considérées comme domestiques.
On appelle parfois l'abeille « mouche à miel » bien qu'elle ne soit pas du tout une mouche, d'un point de vue scientifique (diptères).

### Morphologie et anatomie

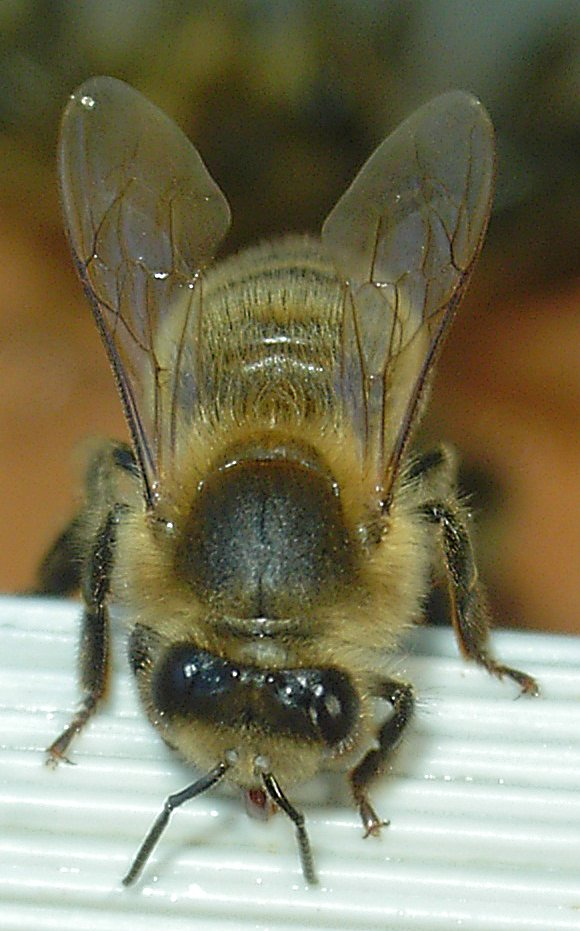
abeille noire de face

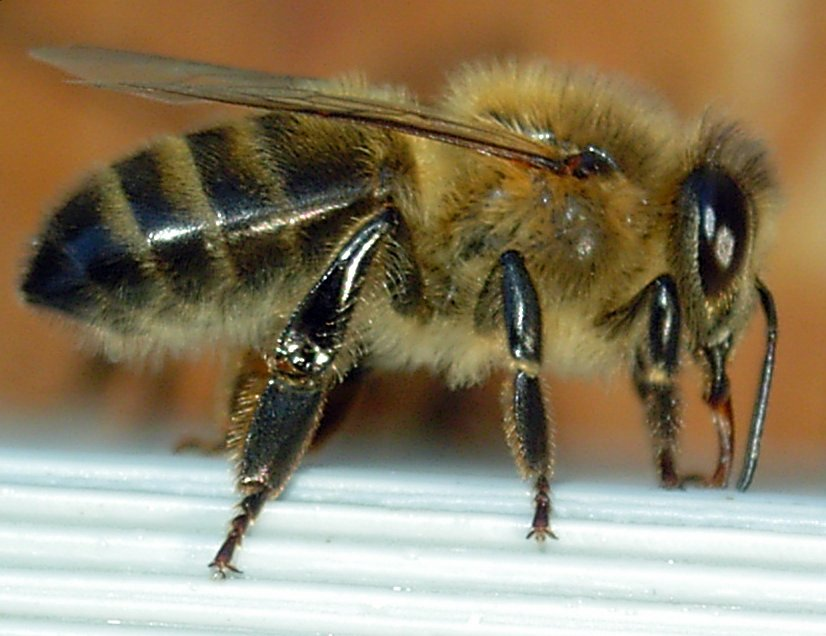
abeille noire de profil

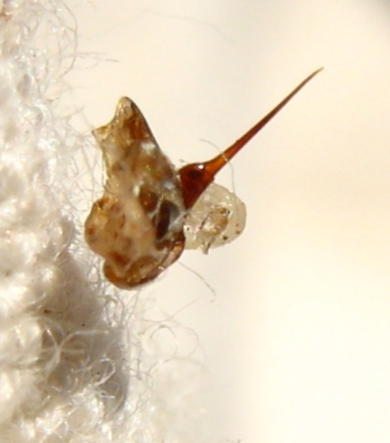
Le dard d'une abeille noire accroché à une tenue de protection à la suite d'une piqûre

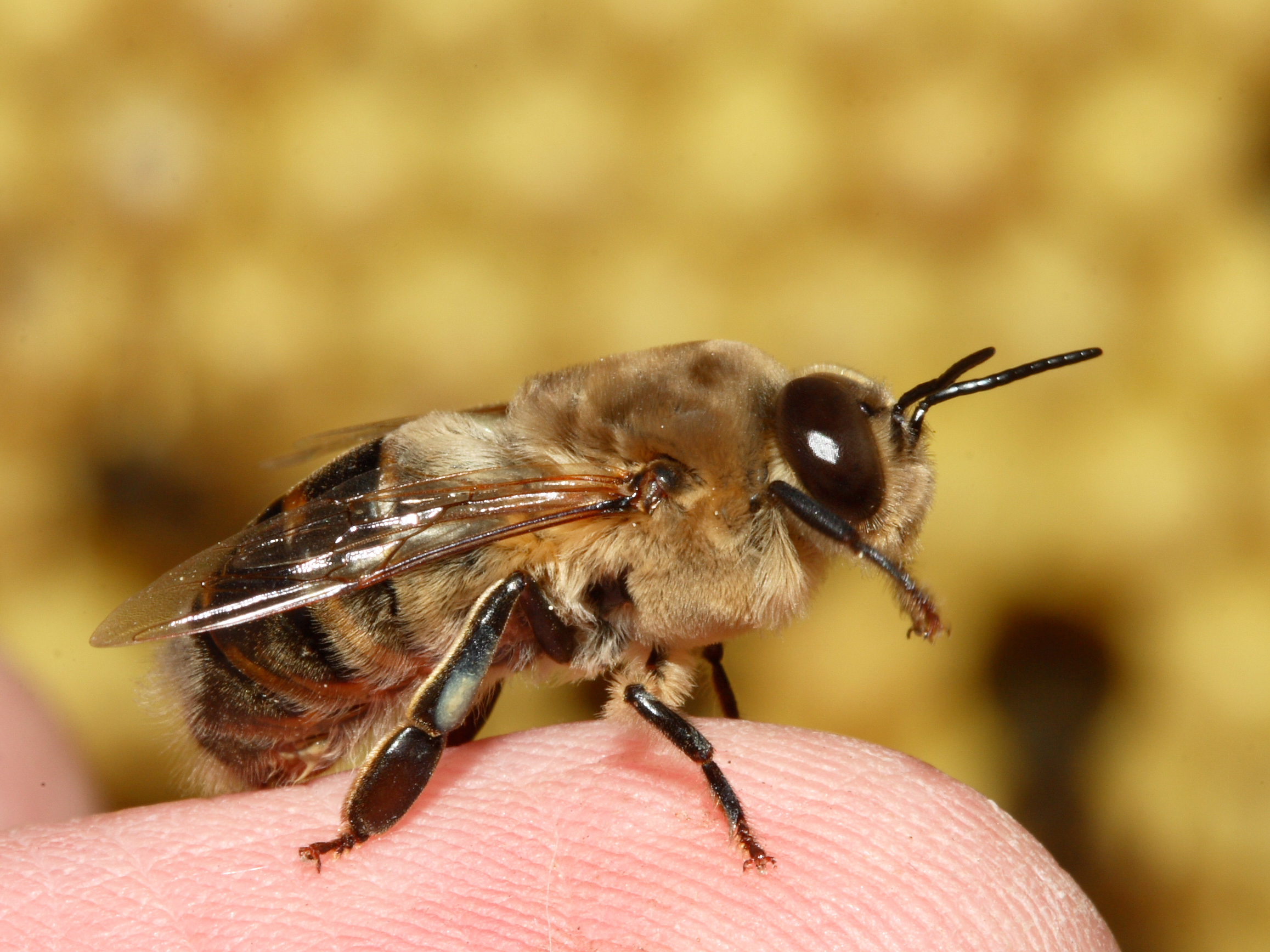
Faux bourdon

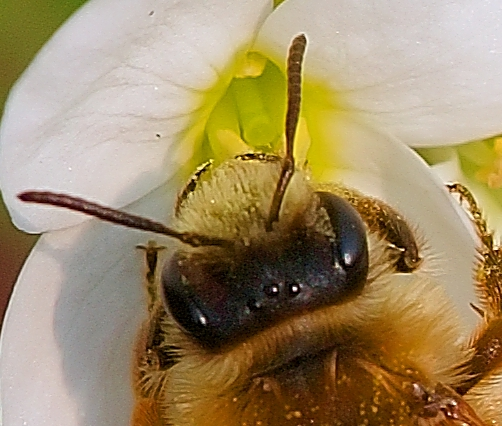
trois yeux simples ou ocelles

Comme tous les insectes, le corps de l'abeille est divisé en trois parties :
- La tête qui porte :

* Deux yeux composés latéraux, à quatre mille facettes.
* Trois yeux simples.
* Deux antennes coudées comportant douze articles poilus.
* Un appareil buccal à la fois lécheur, possédant une langue, et suceur, formant un canal aspirateur.
- Le thorax formé de trois anneaux fusionnés, portant chacun une paire de pattes. Les six pattes de l’abeille se terminent par deux crochets, ainsi qu’un organe adhésif lui permettant de prendre prise sur de nombreux types de surfaces. L’abeille utilise également une sorte de peigne, composé de poils rigides sur ses deux pattes avant, pour nettoyer ses antennes. Ce nettoyage s’effectue lorsqu’elle y glisse ses antennes et relève la tête. Les pattes postérieures sont particulièrement adaptées à la récolte, par brosse et peigne, et au transport, par corbeille, du pollen. Sur les anneaux du thorax s'attachent deux paires d'ailes membraneuses à nervures peu nombreuses : pendant le vol les postérieures, plus petites, sont reliées aux antérieures par une vingtaine de crochets chitineux, ce qui les rend solidaires. Sur ces anneaux, s'ouvre une paire de petits orifices pour la respiration : les stigmates, servant à l'inspiration.
- L'abdomen formé de sept segments, dont six sont apparents, et composés de plaques rigides, une dorsale et une ventrale reliées latéralement par une fine lame chitineuse souple. Une lame du même type relie les segments successifs. Les segments un à six montrent des stigmates servant à l'expiration. Les segments trois à six ont, sous leurs plaques ventrales, des glandes cirières. Chez les femelles, l'abdomen présente, à son extrémité, un aiguillon venimeux, le dard.

### Vol
Des études montrent que de nombreux insectes bougent les ailes en un mouvement continu et large, de 145 à 165 degrés, environ 200 fois par seconde. En revanche, les abeilles dessinent des arcs plus restreints, d'environ 90 degrés, et doivent donc compenser par une fréquence plus élevée, jusqu'à 240 battements par seconde, soit presque le double de ce que leur taille laisserait prévoir.
Les abeilles utilisent la position du soleil ainsi que le champ magnétique terrestre pour naviguer. Leurs yeux sont sensibles à la lumière polarisée ce qui leur permet de situer le soleil même quand il est voilé par des nuages. Il a été observé que les abeilles cessent de voler et tombent au sol à la suite d'une baisse soudaine de luminosité.

### Biométrie
La biométrie des abeilles est l'étude de leurs différents caractères physiques afin de déterminer leur race. Cette étude n'aurait pas été nécessaire il y a quelques siècles, les différentes races d'abeilles étant réparties géographiquement, mais l'hybridation volontaire ou non, due à la pratique de l'apiculture en tant qu'élevage a perturbé cette répartition.

### Typologie

#### Reine
La reine est le seul individu femelle fertile de la colonie. Elle provient d’un œuf fécondé, identique à celui d'une ouvrière, mais pondu dans une cellule spéciale, la cellule royale. La larve sera nourrie exclusivement de gelée royale et c'est ce régime, et lui seul, qui lui permettra de devenir une reine.

#### Ouvrières

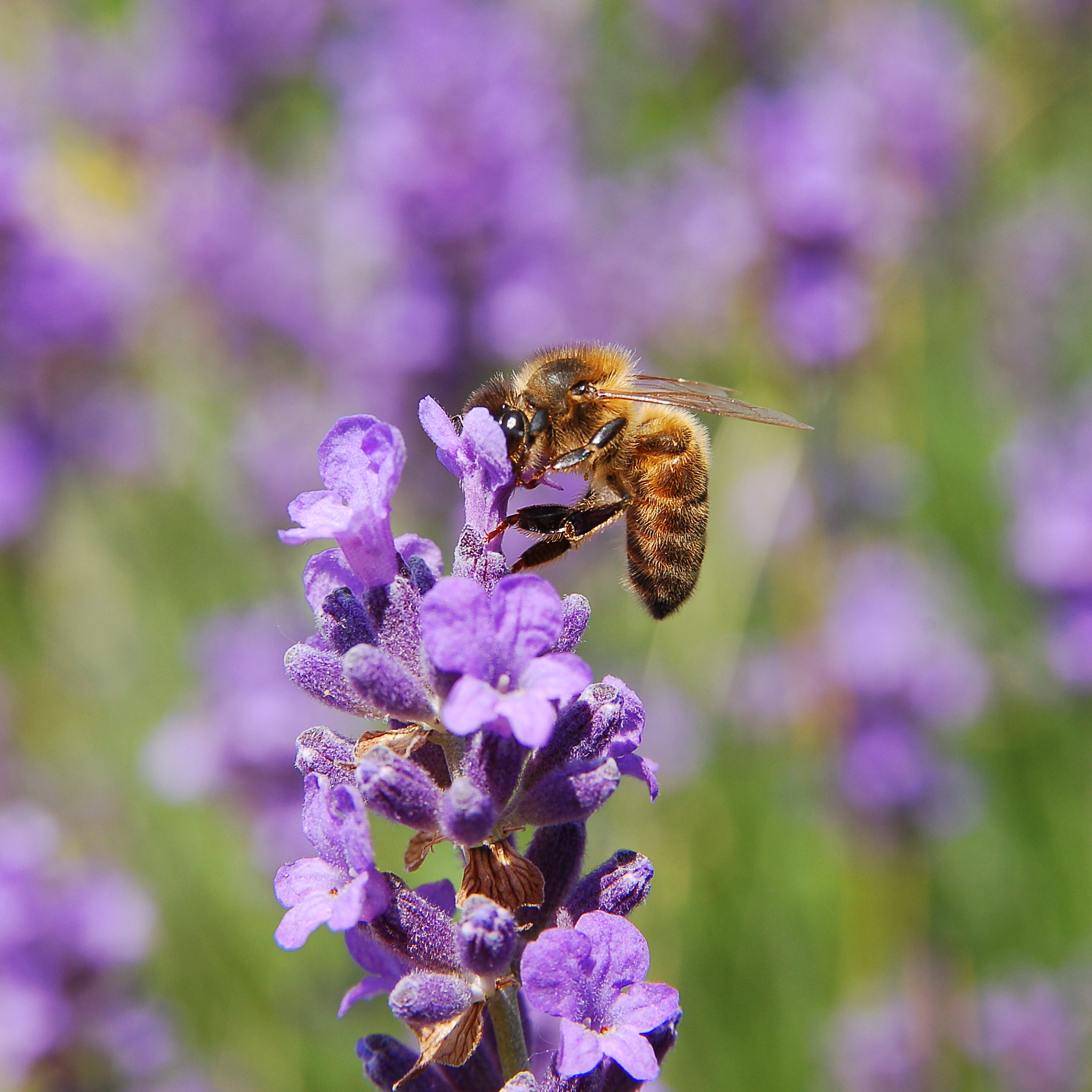
Une abeille sur une fleur de lavande

Les ouvrières sont des femelles stériles, dont le fonctionnement ovarien est bloqué, là aussi, par la quantité d'hormones émise par la reine. Ce sont les individus les plus nombreux de la colonie, plus de quarante mille en général. Une ouvrière d'hiver vit quelques mois et une ouvrière d'été quelques semaines seulement.
Les ouvrières fournissent la nourriture pour toute la colonie.

#### Faux bourdons
Les mâles, appelés aussi faux bourdons, parfois connus sous le nom d'abeillauds ou de drones, sont de plus grande taille que les femelles, et ils sont élevés du printemps au début de l’été.
Ils ont des yeux qui comportent 7000 facettes. Ils ne participent pas à la récolte du nectar ou du pollen, ayant une langue trop courte pour butiner les fleurs. Ils n'ont pas de dard, et sont donc sans défense. Ils ne sécrètent pas de cire d'abeille, de venin ou de gelée royale. Selon la race, on en compte environ 2500 par colonie, ils proviennent du développement d'ovules non fécondés : ils sont donc haploïdes, et n'ont pas de père. Ils ne sortent habituellement que pour la période de reproduction.
Leur rôle principal est la fécondation des jeunes reines, lors du vol nuptial mais ils sont également chargés de s'occuper de la ventilation au sein de la ruche. Ceux qui parviennent à s’accoupler à une reine meurent peu de temps après. Quant aux autres faux bourdons, les ouvrières cessent, à la fin de l’été, de nourrir ces bouches inutiles et, de plus en plus affaiblis à mesure que l’automne approche, ils finissent par être rejetés de la ruche et par mourir, épuisés.

#### Larves
L'œuf fécondé est pondu par la reine au fond d’une cellule. Il éclot trois ou quatre jours après la ponte. La larve est d’abord nourrie avec de la gelée royale, liquide sécrété par les glandes nourricières des ouvrières, puis d'un mélange de pollen et de miel. Dix jours après la ponte, la larve a fini sa croissance et devient nymphe, la cellule est close d'un opercule de cire. La nymphe s’enveloppe d’un cocon. 21 jours plus tard, une jeune abeille sort enfin de sa cellule, elle a sa taille et son aspect définitifs. Trois semaines environ se sont écoulées depuis la ponte.

## Espèces fossiles
Selon Paleobiology Database ou Fossilworks, les six espèces fossiles, n'appartenant pas à un sous genre, s'établissent à  :
- †Apis armbrusteri Zeuner 1931
- †Apis lithohermaea Engel 2006
- †Apis longtibia Zhang 1990
- †Apis miocenica Hong 1983
- †Apis petrefacta Říha 1973
- †Apis vetusta Engel 1998

## Sous genres
Selon Paleobiology Database ou Fossilworks, les sous-genres s'établissent à :
- Apis (Apis)
- Apis (Cascapis)
- Apis (Priorapis)
- Apis (Synapis)

## Vie sociale: la colonie

### Organisation

#### Système d'organisation
L’observation de nombreux faits et phénomènes liés à la vie des abeilles montre que leur organisation obéit à des principes d’économie sans faille.
Quelques exemples :
- Les ouvrières sont entièrement dévouées à la communauté et meurent toutes à la tâche. Des cas de parasitisme peuvent les faire s'entretuer au sein d'une colonie, et lorsqu'elles sont malades, les abeilles quittent le nid pour mourir plus loin ;
- les mâles également, dont le rôle est strictement limité à celui de reproducteurs, effectifs ou potentiels.
- Lorsque la reine est trop vieille pour une ponte correcte, ponte limitée, ou absence de fécondation qui amène l'éclosion exclusive d'individus mâles, les abeilles la tuent pour en élever une autre, afin de permettre à la colonie de survivre.
- Les gardiennes de la ruche n’hésitent pas à se sacrifier en attaquant des ennemis mieux armés qu’elles ; elles meurent généralement quand elles piquent, car elles ne peuvent survivre à la perte de leur dard.
- Une jeune reine à peine sortie de son alvéole tue immédiatement ses sœurs plus jeunes, la ruche ne pouvant pas se permettre, pour sa survie, de nourrir plus d'une reine à la fois.
- Lorsqu’une jeune reine va éclore, c’est la vieille reine qui, avec l’aide des ouvrières qui l’accompagnent, prend tous les risques en quittant la ruche, l’essaimage se produisant, sans aucune garantie de relogement « vital » (quittant la ruche avec chacune une réserve de survie de 3 jours de miel, l'essaim n'a pas beaucoup de temps pour agir surtout si le temps se gâte).
- Le cycle de vie d'une abeille est différent en été (une quarantaine de jours) et en hiver (environ 4 mois).
- En hiver, même par temps très froid, les abeilles font un petit vol hygiénique hors de la ruche.
- Les abeilles se guident et se reconnaissent aux phéromones de leur reine.
- Déplacée par l’Homme à plus de 5 km de sa ruche, une abeille ne la retrouvera pas.
- Tout individu improductif est éliminé sans délai : même les larves sont éjectées de la ruche si, après un épisode de printemps précoce qui a encouragé les vieilles ouvrières, ayant survécu au long hiver, à démarrer l’élevage de printemps, survient un retour du froid qui condamne à terme la viabilité des larves ainsi « mises en route ».
- Quand la saison est trop avancée, pour que ne soient pas compromises les chances de survie d’une colonie qui, venant à perdre sa reine, devrait pour la remplacer élever sans délai une nouvelle reine (qui doit être élevée pendant seize jours puis fécondée avant de pouvoir redémarrer au plus vite la ponte et l’élevage de nouvelles générations d’ouvrières destinées à la protéger pendant le prochain hiver), les ouvrières cessent de nourrir les mâles dont l’utilité en tant que reproducteurs disparaît.
- La forme hexagonale de la section des alvéoles est optimale quant à la quantité de cire nécessaire pour en ériger les parois.
- Dès l'année 1712, il a été établi, par l’astronome Jacques-Philippe Maraldi, neveu de Jean-Dominique Cassini, que le fond des alvéoles, qui n’est pas plat mais composé de trois losanges égaux juxtaposés, présente des losanges dont les angles ne font pas respectivement 120° et 60°, mais 109° 28' et 70° 32', les alvéoles situés sur l’une des faces des rayons n’étant pas placés en face de ceux de la face opposée mais de façon décalée (l’axe d’un alvéole d’une face est toujours situé dans le prolongement de l’intersection de la paroi commune à trois alvéoles contigus de l’autre face). Or, on peut démontrer que cette propriété correspond pour les alvéoles à un volume maximum pour une surface donnée : la quantité de cire utilisée est donc parfaitement minimisée (le cosinus de l’angle optimal vaut 1/3 et correspond bien à 70° 32').

#### Reine
Dans une cavité naturelle ou dans une ruche, toute la vie de la colonie s'articule autour de la reine. Une colonie sans reine est condamnée à disparaître (elle peut élever une jeune larve particulièrement afin d'en faire une nouvelle reine) ; cependant, une reine seule ne peut rien, car elle est incapable d'assurer l'élevage des larves. Par sa présence, la reine empêche le comportement de construction d'alvéoles royales et bloque le fonctionnement ovarien des ouvrières. Dans le cas de la mort de la reine, les ovaires de certaines ouvrières (appelées ouvrières pondeuses), dont les phéromones de la reine empêchaient jusque-là le développement, par «castration chimique», vont commencer à produire des œufs; mais, comme ce sont des femelles non fécondées, leurs œufs ne donneront que des mâles (c'est un cas particulier de parthénogenèse). On aura donc une ruche «bourdonneuse» qui finira par mourir en l'absence de nouvelle reine. La nouvelle reine pourra voir le jour, lorsque les ouvrières érigeront des cellules royales.

#### Ouvrières

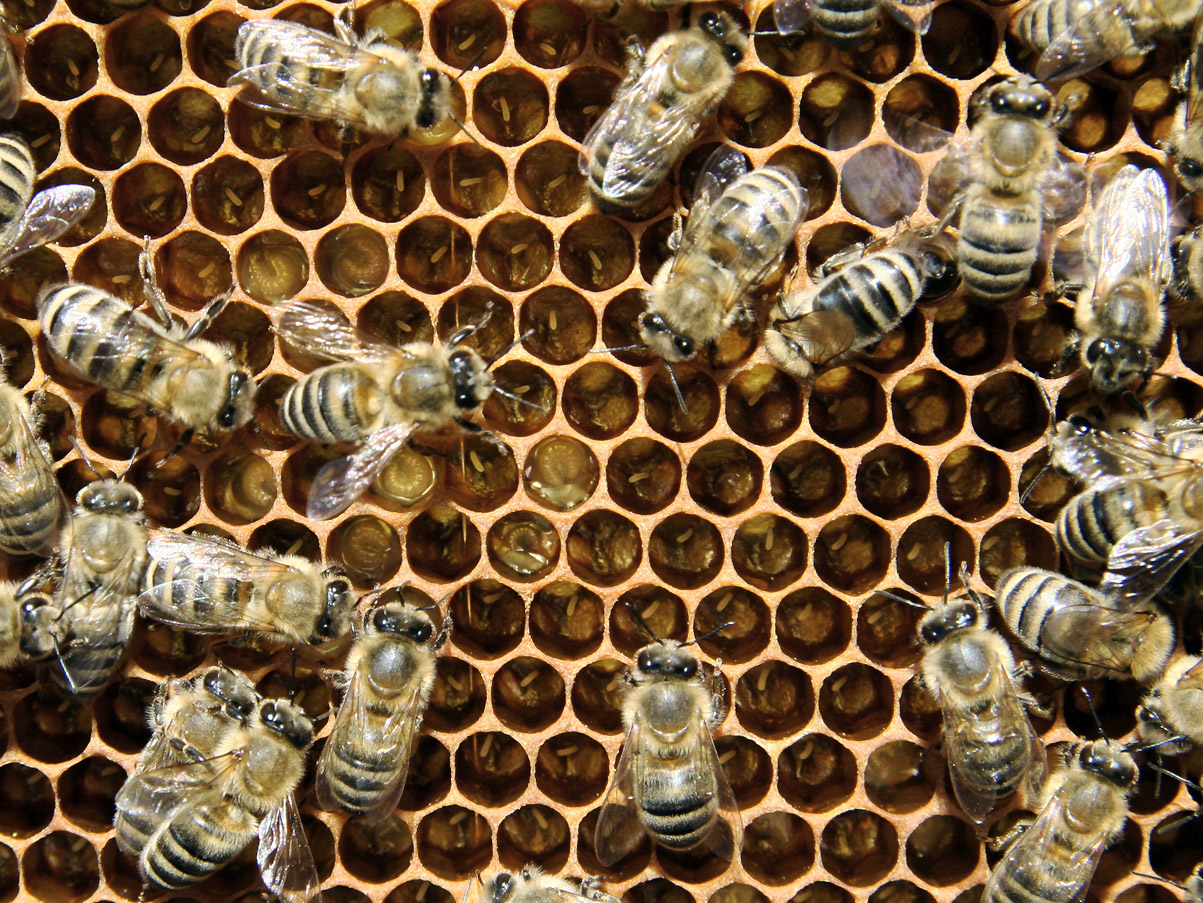
Ouvrières, œufs et larves

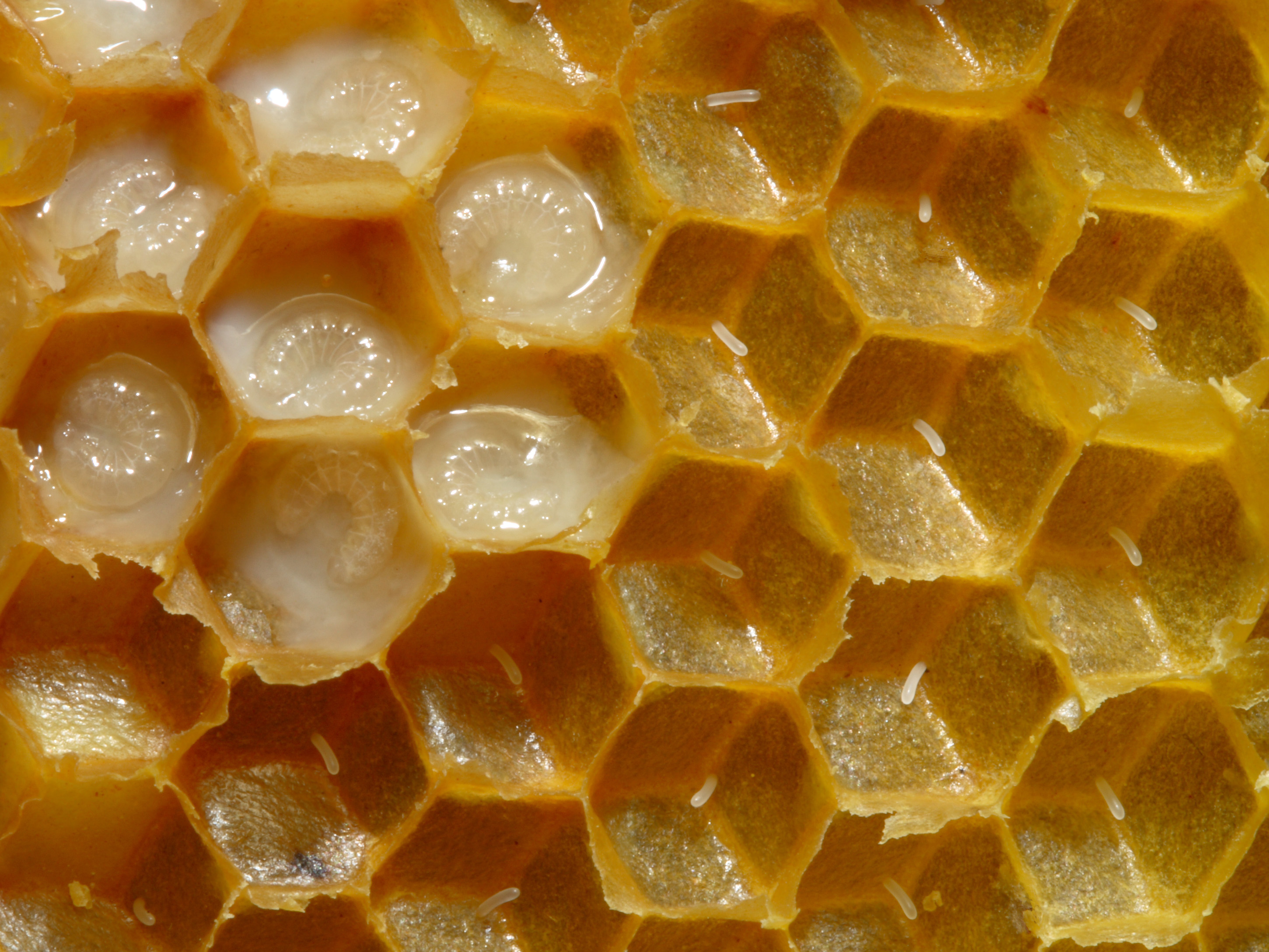
couvain

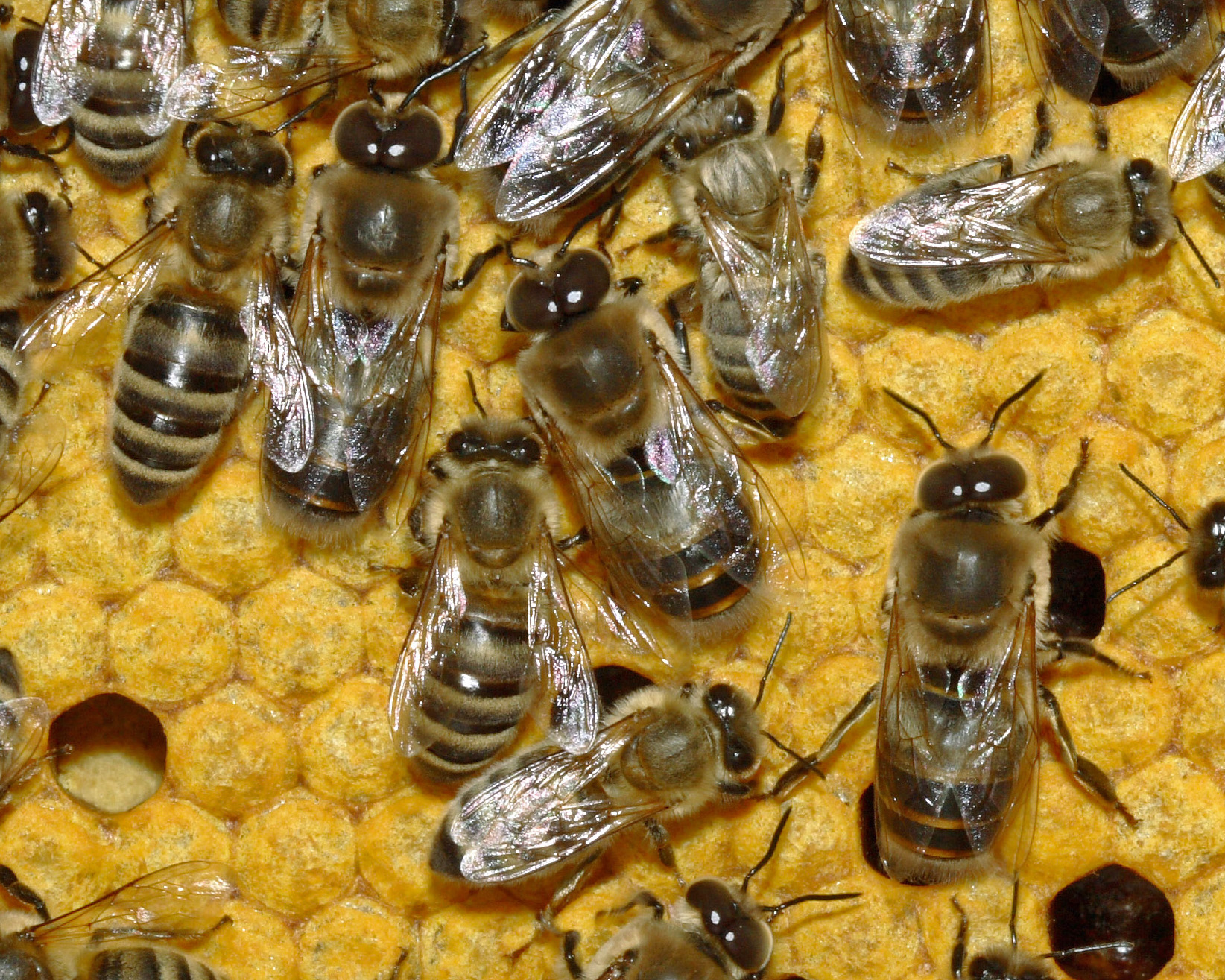
Ouvrières et faux bourdons sur alvéoles fermées

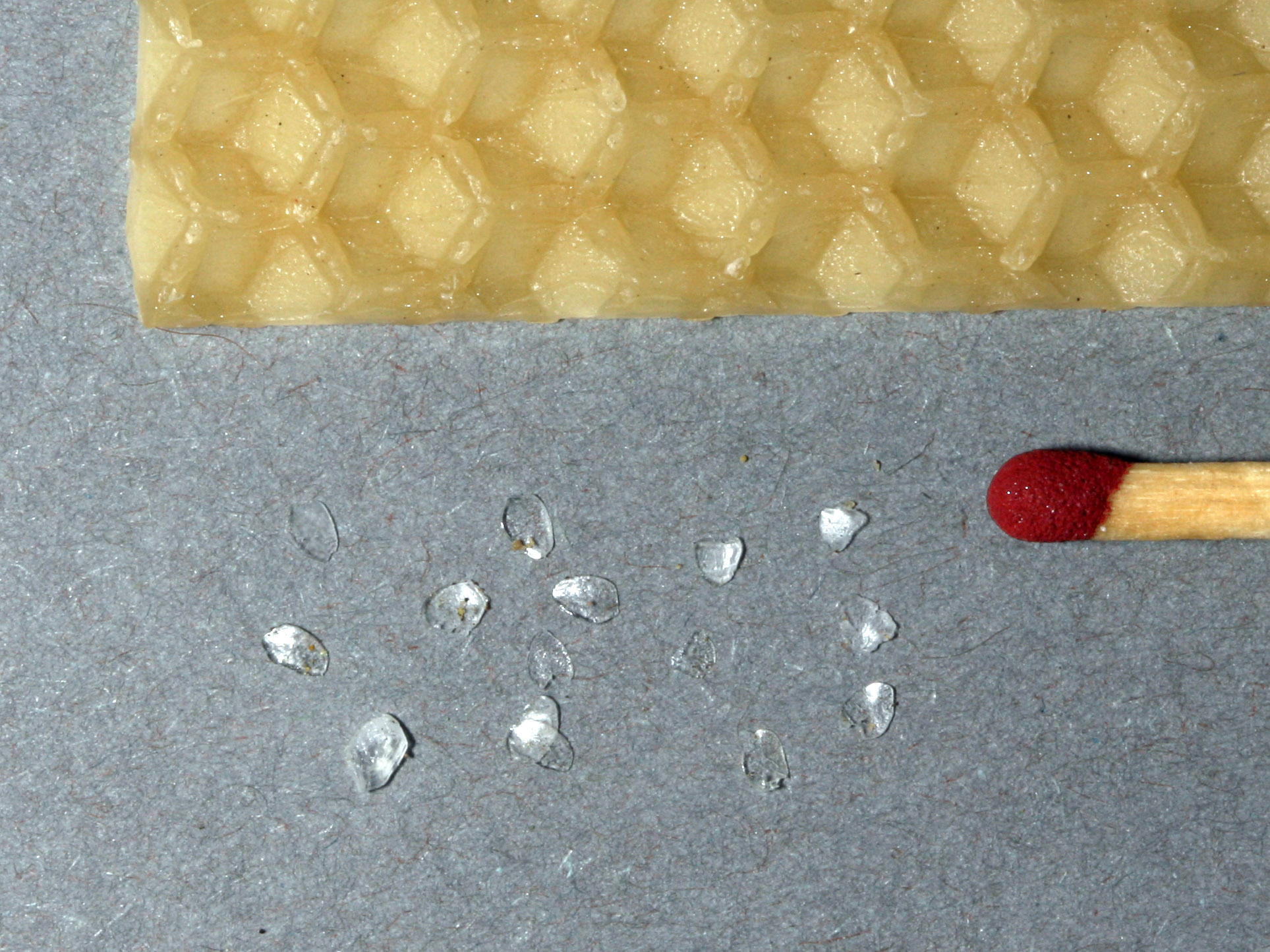
Des plaques de cire

Les abeilles produisent du miel grâce au nectar qu'elles récoltent sur les fleurs ou au miellat sécrété par les pucerons sur les arbres. Pour cela, elles le portent dans leurs jabots en attendant d'atteindre la ruche. Elles récoltent également du pollen, de la propolis et de l'eau.
Les grains de pollen s'accumulent sur tout son corps. Principalement au cours du vol, la butineuse utilise sa « brosse à pollen » (série de poils rigides sur la face inférieure du métatarse de la patte postérieure) pour les racler sur la corbeille à pollen (petite cuvette sur le fémur de la patte postérieure). Avec sa bouche, elle humecte le pollen de quelques gouttes de nectar régurgitées pour fabriquer une pelote de pollen bien collante stockée dans sa corbeille
Au sein d'une colonie, il y a répartition du travail, et les différentes activités sont effectuées par des ouvrières d'âges différents. Au cours de sa vie, une ouvrière change de tâche.
En été, la vie d'une ouvrière est brève, de cinq à six semaines, et elle occupe les postes suivants au cours de sa vie :
- nettoyeuse : vingt-quatre heures après sa «naissance», par mue imaginale, elle nettoie les alvéoles libérées après les éclosions.
- nourrice : à partir du quatrième jour, elle nourrit les larves âgées; au sixième jour, elle nourrit les larves jeunes avec la gelée royale qu'elle est capable de régurgiter.
- travailleuse d'intérieur : du dixième au dix-huitième jour, l'ouvrière s'occupe indifféremment:
  - de la mise en réserve des récoltes, pollen et nectar, elle est magasinière,
  - de la ventilation de la colonie, elle est ventileuse et contribue à l'évaporation de l'eau contenue dans le nectar qui se transforme en miel,
  - de la fermeture des alvéoles par un opercule,
  - de l'entretien: nettoyage, rejet à l'extérieur des corps étrangers, des individus morts ou mal formés, calfeutrage des fentes avec de la résine récoltée sur certains bourgeons : la propolis. Pendant cette période, les jeunes ouvrières apprennent à s'orienter à l'extérieur et à retrouver leur colonie.
- cirière : les glandes situées sous l'abdomen peuvent sécréter de la cire à partir du vingt et unième jour. La cire apparaît sous forme de petites plaques entre les quatre derniers segments de l'abdomen. Les ouvrières cirières la malaxent à l'aide de leurs mandibules et travaillent alors en groupe à l'édification des nouvelles alvéoles.
- gardienne et rappeleuse : c'est aussi vers le dix-huitième jour que l'ouvrière devient capable de défendre l'entrée de la colonie, ou d'assurer l'expulsion des mâles devenus inutiles. C'est à ce moment qu'elle peut, en relevant son abdomen et en battant des ailes, émettre des odeurs, grâce aux glandes de Nassanov, qui assurent l'orientation des plus jeunes ouvrières; elle assure alors la fonction de rappeleuse. Ce sont également des ouvrières âgées de trois semaines qui soignent et nourrissent la reine.
- butineuse : à partir du vingtième jour, et jusqu'à sa mort, l'ouvrière participe à la récolte du nectar et du pollen. Elle butine les fleurs, en suce le nectar, qu'elle transporte dans son jabot avant de le régurgiter. Dans le jabot, le nectar subit un début de digestion qui contribue à le transformer en miel.

Il faut le butinage d'environ 5 500 000 fleurs pour obtenir un kilogramme de miel. Suivant les besoins, elle récolte aussi du pollen. Avec ses mandibules, elle broie alors les anthères des étamines puis, grâce à l'adaptation de ses pattes postérieures, avec des brosses, elle rassemble les grains de pollen en une grosse pelote qu'elle place dans un organe appelé corbeille, et où de longs poils la maintiennent. À son retour, la butineuse dépose elle-même sa récolte, ou la confie à une magasinière.
C'est aussi à son retour qu'elle indique à ses compagnes, par des danses, la distance et la direction de sa zone de récolte. D'autre part, l'odeur dont l'abeille est imprégnée renseigne les autres sur l'espèce des fleurs butinées.
Une observation attentive d'une colonie montre cependant, qu'en temps normal, un grand nombre d'abeilles ne font rien de spécial, constituant une main d'œuvre de réserve, procurant à la colonie une meilleure faculté d'adaptation.

### Reproduction sociale: l'essaimage

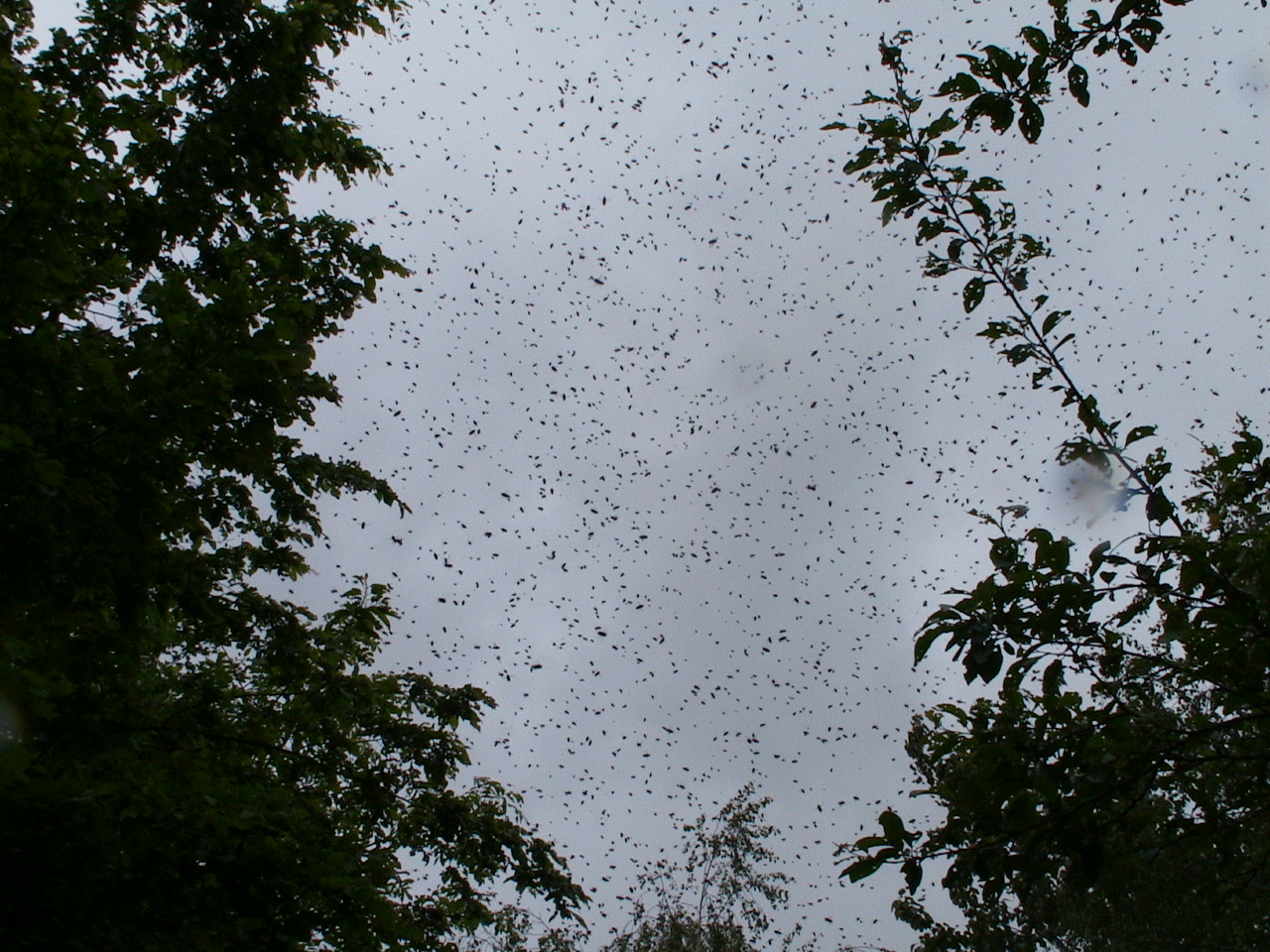
Un essaim sur le point de se poser.

Les colonies les plus prospères se reproduisent par essaimage. Au début du printemps, quelques cellules à reine sont édifiées, d'une forme différente de celle des cellules d'ouvrières. Peu de temps avant la naissance des reines, l’ancienne reine quitte la ruche avec la moitié des effectifs de toutes les catégories d’ouvrières pour former un essaim. Au moment du départ, toutes les ouvrières se sont gavées le jabot de provisions, et ont moins tendance à piquer : un essaim est donc généralement inoffensif, et le reste en principe tout le temps de son voyage. Avec le premier essaim partira la reine fécondée. L'essaim cherchera à trouver un autre abri pour établir sa ruche ou, plus rarement en créera une ex nihilo sur les branches d'un arbre, sur une falaise…

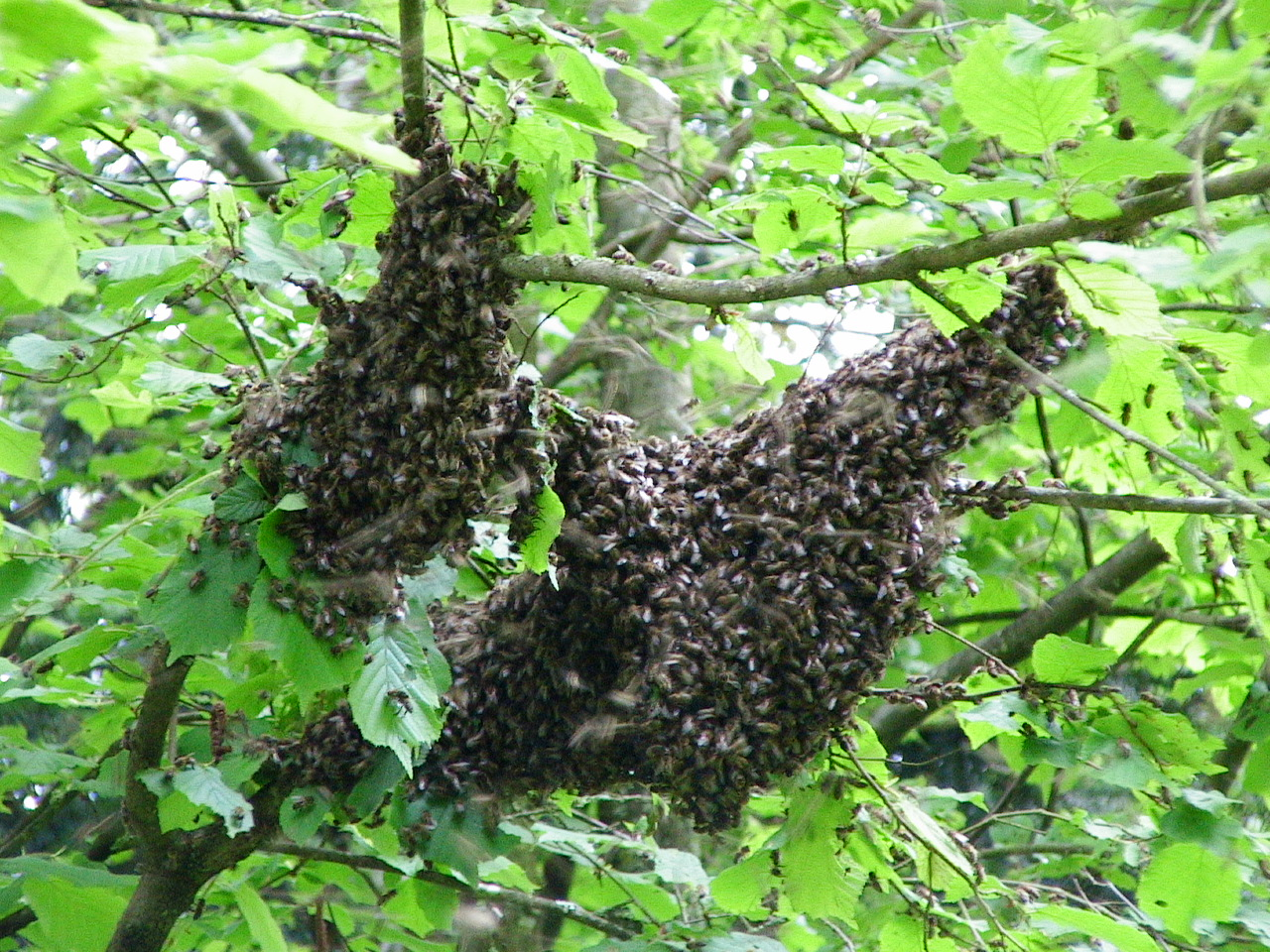
Un essaim fixé sur une branche.

Dans la ruche, la première reine qui naît tue immédiatement toutes ses rivales, qui sont encore dans leurs cellules, sauf dans les colonies très importantes, où les abeilles doivent préserver les jeunes reines afin d'essaimer encore deux fois. Il ne peut en effet y avoir qu’une reine par colonie. Une semaine plus tard, elle effectue son premier vol nuptial.
Une colonie peut produire, entre le début du printemps et le début de l’été, jusqu’à trois essaims, ils sont dits respectivement primaire, secondaire et tertiaire.

### Régulation et communication dans la colonie
La communication revêt une importance particulière chez les insectes sociaux, elle est un facteur de cohésion et de coordination des actions du groupe. Les abeilles communiquent par contacts antennaires, par voie chimique via des phéromones émises par la reine et par des danses qui permettent aux ouvrières de se renseigner entre elles sur les sources de nourriture.

#### Communication entre la reine et les ouvrières

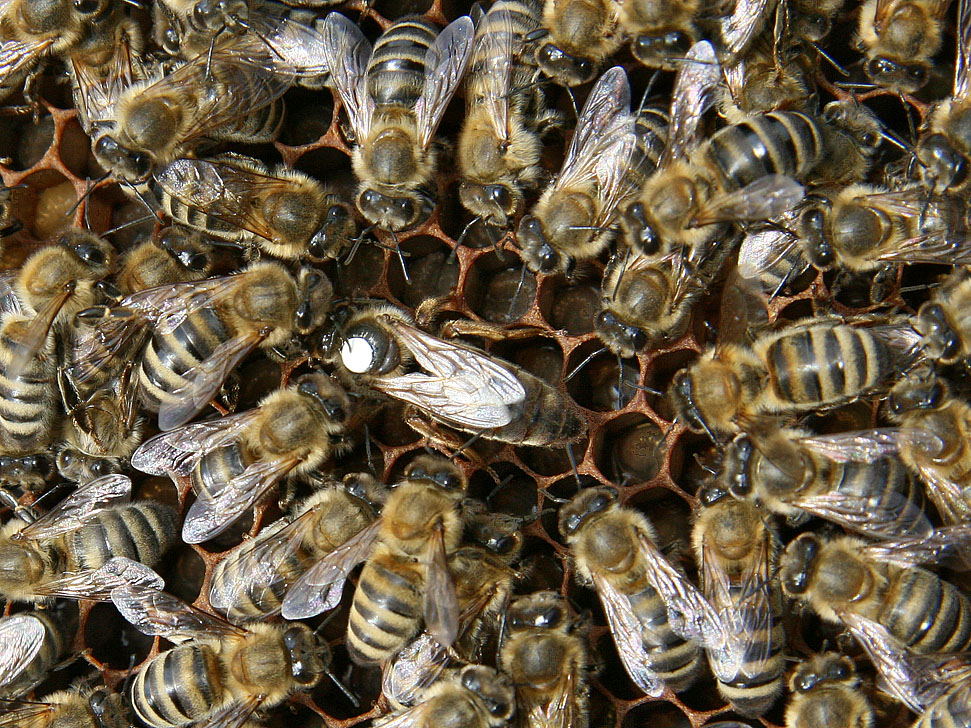
La reine entourée d'un groupe d'ouvrières.

Il s'agit d'une communication chimique qui assure la cohésion de la structure familiale de la colonie. La reine émet des phéromones royales qui sont transmises à toutes les ouvrières par l'intermédiaire de contacts de leurs antennes, et par les échanges de nourriture. Celles-ci régulent le comportement des ouvrières et bloquent leur fonction ovarienne.
Au moment de l'essaimage, la reine ne produit pas suffisamment de phéromones par rapport au nombre d'ouvrières. Certaines se mettent à construire quelques alvéoles royaux, plus grands, et vont nourrir la larve uniquement de gelée royale, ce qui provoque le développement d'une ou plusieurs jeunes reines. La première éclose tue les autres larves de reine en développement. Si deux reines éclosent en même temps, elles se combattent à mort. La survivante entreprend quelques jours plus tard son vol nuptial, et se fait féconder par les faux bourdons. C'est en général la vieille reine qui quitte la colonie, avec une partie des ouvrières, pour former un essaim.

#### Phéromones de Nassanov
La glande de Nassanov produit une phéromone aux fonctions multiples. Elle sert à marquer l’entrée de la ruche, ou un lieu intéressant comme une source de nectar, une source d’eau, ou un lieu d’arrêt provisoire lors de l’essaimage. Pour diffuser la phéromone, les abeilles exposent leur abdomen et ventilent en battant des ailes. L’odeur de la phéromone guide les autres ouvrières.

#### Phéromones royales
La reine émet un nombre important de phéromones ayant un rôle capital dans la vie de la colonie. Elles ont plusieurs origines: on distingue celles produites par les glandes mandibulaires, les glandes abdominales, et celles émises par l’extrémité des pattes. La phéromone mandibulaire est constituée de cinq composés qui ne sont actifs qu’ensemble.
La phéromone mandibulaire est répartie sur tout le corps de la reine par contact avec les ouvrières. Elle est rapidement dispersée dans la ruche par échange de nourriture, contact entre individus et par sa volatilité. Le rôle principal de la phéromone mandibulaire est d’inhiber l’élevage royal: lorsque la reine vieillit, et que sa production de phéromone mandibulaire diminue, ou lorsqu’elle meurt, les ouvrières construisent des cellules royales en vue de son remplacement.

#### Échanges d'information entre ouvrières
Les contacts d'antennes et des déplacements appelés «danses» jouent un grand rôle dans la communication entre ouvrières au sein d'une colonie, et leur permettent d'exploiter au mieux les ressources en nourriture de leur environnement. La découverte de nourriture est d'abord le fait de quelques butineuses. Une butineuse qui a trouvé une source de nourriture intéressante est capable, à son retour, d'informer les autres abeilles sur la nature et la localisation de sa découverte. Cette transmission d'informations élaborées sur le milieu est l'une des caractéristiques remarquables de la vie sociale des abeilles à miel.
Exemple : «La danse en huit»

##### Contacts antennaires
C'est au cours des échanges de nourriture qu'interviennent principalement les contacts antennaires. Le nectar collecté par une butineuse est placé dans son jabot social. Une fois rentrée à la colonie, une butineuse est capable de régurgiter son nectar et de le transmettre à une autre abeille, c'est la trophallaxie; ces échanges sont très fréquents. L'abeille solliciteuse déplace l'une de ses antennes entre les mandibules de la donneuse, puis étend sa langue. La donneuse répond à la sollicitation par des mouvements d'antennes bien précis et régurgite des gouttes de nectar. Par d'autres mouvements d'antennes, elle indique la fin de l'échange.

##### Danse des abeilles

Danse frétillante.

La danse des abeilles désigne le système de communication animale par lequel des abeilles butineuses ou exploratrices (en moyenne 5 à 25 % des butineuses qui sont les plus âgées, les plus expérimentées, les autres étant des réceptrices attendant le signal de l'éclaireuse) transmettent aux réceptrices restées dans la colonie la distance et la direction de la source de nourriture où elles peuvent obtenir le nectar et le pollen des fleurs nécessaires à la production de miel. Au cours de ces danses, elles émettent avec les ailes un son particulier et transmettent l'odeur du nectar dont elles veulent communiquer leur position. Les réceptrices restent en contact avec la danseuse. Ces danses exécutées sur les rayons d'alvéoles sont d'autant plus vives, et de longue durée, que le nectar est abondant et riche en sucre, renseignant également sur les plantes qui cessent d'être productives et sur celles qui le deviennent. Alertées, les abeilles jusque-là inactives s'envolent à la recherche de cette nourriture. Grâce à ces mécanismes de communication, les colonies peuvent s'adapter et localiser efficacement les sources de nourriture disponibles.
C'est à l'éthologue autrichien Karl von Frisch (1886 - 1982), dans son ouvrage Vie et mœurs des abeilles, que l'on doit la description de ce qu'il nomme « langage des abeilles » et la compréhension des « danses » des abeilles. Ces découvertes de Karl von Frisch poursuivies par son élève Martin Lindauer ont pu être confirmées en 1986, à l'aide d'un robot miniature capable d'exécuter cette danse des abeilles.

#### Mémoire des abeilles
L'utilisation de fleurs artificielles, délivrant une solution sucrée et odoriférante, a permis de mettre en évidence la mémoire olfactive des abeilles. L'odeur mémorisée permet à la butineuse de s'orienter sélectivement vers les fleurs sur lesquelles elle a précédemment trouvé de la nourriture.
Au cours de la journée, les abeilles et les bourdons apprennent à mieux exploiter les fleurs qu'ils butinent. En revanche, leur mémoire décroît pendant la nuit. Cette amnésie présente un avantage: les fleurs ayant une vie courte, le souvenir trop persistant de ce qui n'est plus, pourrait inhiber, chez les ouvrières, la recherche de nouvelles fleurs.
De même, les abeilles peuvent utiliser leur mémoire olfactive afin de ne pas reconsommer le nectar de fleurs toxiques qui les a rendues malades.

#### Capacités cognitives
Les abeilles possèdent de remarquables capacités cognitives rapportées à la taille de leur cerveau. Elles sont capables d’apprendre différents concepts abstraits. Elles peuvent maîtriser des idées comme les relations spatiales (par exemple : au-dessus / au-dessous) ou des différences de couleurs, de tailles. Certaines études montrent que les abeilles sont capables de compter jusque approximativement cinq,,. Elles sont capables de distinguer certaines couleurs. Cette vision des couleurs chez les abeilles mellifères a été découverte il y a déjà 100 ans par Karl von Frisch. On sait également depuis peu que les abeilles sont capables de différencier et de reconnaître les visages humains.

#### Thermorégulation
Lorsqu'il fait chaud, les abeilles d'été ventilent la ruche en se plaçant aux entrées et en vibrant des ailes et vont chercher de l'eau qu'elles déposent dans la ruche et dont l'évaporation a un effet refroidissant. Lorsqu'il fait froid, elles se mettent à frissonner par contraction de leur abdomen, produisant de la chaleur qui réchauffe la colonie. En hiver, par températures négatives, la colonie des abeilles d'hiver (à la différence des abeilles d'été, elles restent dans la ruche) se resserre, formant une grappe de la taille d'un ballon de football, la température atteignant la température optimale de 33–36 °C au centre (idéale pour les œufs, larves, pupes et nymphes sténothermes), de 10 à 15 °C à la périphérie (en dessous les abeilles meurent). Cette stratégie de groupe des abeilles est une adaptation comportementale à la thermorégulation,.

## Production des abeilles
Les abeilles produisent du miel, de la  cire pour construire les alvéoles, de la gelée royale pour nourrir les jeunes reines, ainsi que de la propolis qui, une fois mastiquée, sert à colmater les ouvertures et à isoler la ruche.

### Miel
Le miel est élaboré par l’abeille à partir de substances sucrées qu’elle récolte dans la nature. Le miel est pour les abeilles, une réserve de nourriture pour les périodes climatiques défavorables, saison sèche pour les Apis dorsata ou l'hiver pour les Apis mellifera. Les principales sources d’approvisionnement sont le nectar, qui est produit par le nectaire des plantes à fleurs (angiospermes), et le miellat, qui est une excrétion produite par des insectes suceurs comme le puceron, la cochenille ou le metcalfa à partir de la sève des arbres. Du fait de leur anatomie et en particulier de la longueur de leur trompe, les abeilles domestiques ne peuvent récolter le nectar que sur certaines fleurs, celles-ci sont dites mellifères. Le nectar des fleurs sert à attirer les insectes pollinisateurs, qui assurent ainsi leur fécondation.
La composition des nectars varie avec les plantes qui les produisent, ils sont composés principalement de glucides tels que saccharose, glucose, fructose et d’eau. Leur teneur en eau peut être importante, jusqu’à 90 %. Les miellats sont plus riches en mélézitose.
L’élaboration du miel commence dans le jabot de l’ouvrière, pendant son vol de retour vers la ruche. L’invertase, une enzyme de la famille des diastases, est ajoutée, dans le jabot, au nectar. Il se produit alors une réaction chimique, l’hydrolyse du saccharose qui donne du glucose et du fructose.
Arrivée dans la ruche, l’abeille butineuse régurgite le nectar à une receveuse (trophallaxie), qui régurgitera et ré-ingurgitera ce nectar riche en eau, ce qui a pour effet d'ajouter encore des enzymes, et de commencer à déshydrater cette ébauche de miel, qui doit encore être déshydraté pour prolonger la longueur de sa conservation. Pour cela, la butineuse le dépose en fines couches sur la paroi des alvéoles. Les ouvrières ventileuses entretiennent un courant d’air dans la ruche qui provoque l’évaporation de l’eau.
Lorsque sa teneur en eau atteint 17 à 22 %, le miel est à maturité ; il est alors emmagasiné dans d’autres alvéoles qui seront operculés quand ils seront remplis.

### Gelée royale

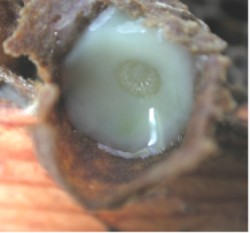
De la gelée royale.

La gelée royale est le produit de sécrétion du système glandulaire céphalique, glandes hypo-pharyngiennes et glandes mandibulaires, des abeilles ouvrières, entre le cinquième et le quatorzième jour de leur existence, ouvrières qui portent alors le nom de nourrices. C’est une substance blanchâtre aux reflets nacrés, à consistance gélatineuse, chaude et de saveur acide mais légèrement sucrée, qui constitue la nourriture exclusive:
- de toutes les larves de la colonie, sans exception, de leur éclosion jusqu’au troisième jour de leur existence;
- des larves choisies pour devenir reines jusqu’au cinquième jour de leur existence;
- de la reine de la colonie, pendant toute la durée de son existence à partir du jour où elle quitte la cellule royale.

Les abeilles produisent juste la quantité nécessaire à l’élevage du couvain et elles n’en font pas de provision.

#### Composition
La gelée royale contient en moyenne :
- lipides: 4,6 %, dont le « 10 HDA », caractéristique de la gelée royale.
- glucides: 14,5 %, du glucose et du fructose pour la plus grande partie, et en proportions nettement moindres du saccharose, du maltose, de l’erlose, du tréhalose et du mélibiose.
- protides: 13 % (acides aminés à l’état libre ou combiné)
- eau: environ 66 %.

On y trouve également des vitamines (la gelée royale est le produit naturel connu le plus riche qui soit en vitamine B5), des oligo-éléments, de l’acétylcholine (jusqu’à 1 mg/g), des facteurs antibiotiques particulièrement actifs sur les proteus et escherichia coli B (plus connu sous le nom de colibacille).

### Cire
Les alvéoles sont construites en cire.

### Propolis
L’origine du mot propolis est associée au grec pro qui veut dire «devant, en avant de», et polis «la cité». Cette matière est utilisée comme un mortier pour réduire ou ajuster la dimension des ouvertures de la ruche en fonction des conditions climatiques.
La propolis désigne toute une série de substances résineuses, gommeuses et balsamiques, de consistance visqueuse, recueillies par les abeilles sur certaines parties de végétaux, essentiellement les bourgeons et les écorces de certains arbres, substances qu’elles rapportent à la ruche et qu’elles modifient vraisemblablement en partie par l’apport de certaines de leurs propres sécrétions, cire et sécrétions salivaires principalement.
Dans la ruche, la propolis a de multiples usages. C’est un mortier qui sert au colmatage, à l’étanchéité de la ruche, au renforcement de rayons ou parties défectueuses de la ruche. C’est un vernis aseptisant déposé en fine couche à l’intérieur des cellules avant la ponte de la reine, ou pour lisser les parois intérieures de la ruche. Elle sert aussi à momifier les animaux intrus et morts trop gros pour être évacués par les abeilles évitant ainsi leur décomposition.
| résines et baumes                | 50 à 55 % |
| cire                             | 30 à 40 % |
| huiles volatiles ou essentielles | 5 à 10 %  |
| pollen                           | 5 %       |
| matières diverses                | 5 %       |

La propolis contient également beaucoup d’autres éléments comme des acides organiques, de très nombreux flavonoïdes, des oligo-éléments, de nombreuses vitamines.

## Maladies et menaces
Les abeilles sont touchées par le déclin des populations d'insectes pollinisateurs observé depuis la seconde moitié du XXe siècle dans les pays industrialisés. Une importante surmortalité des abeilles est constatée au niveau mondial depuis le milieu des années 1980. Ce phénomène peut être attribué à des agents biologiques (prédation, parasites, champignons, bactéries, virus) ou chimiques (produits phytosanitaires), à la diminution de la biodiversité florale par la monoculture intensive ou encore à de mauvaises pratiques apicoles.

### Maladies
En France, la loque américaine et la nosémose sont des maladies dites légalement contagieuses, soumises à des prescriptions légales sous le contrôle des services vétérinaires.

#### Mycoses
- L'ascosphérose est une mycose encore appelée maladie du couvain plâtré ou couvain calcifié. Ascosphaera apis fait périr les larves qui se momifient et deviennent dures et cassantes tout en ayant conservé leur forme.
- La nosémose est causée par des champignons microscopiques unicellulaires (Nosema apis et Nosema ceranae) qui parasitent les abeilles adultes.

#### Acariens
- L'acariose est provoquée par l'acarien Acarapis woodi qui se nourrit de l'hémolymphe de l'abeille et se localise dans les trachées thoraciques, empêchant l'abeille de voler.
- La varroase est provoquée par un autre acarien externe, Varroa destructor, qui parasite les larves et les adultes.

#### Bactéries
- La loque américaine est causée par le bacille Paenibacillus larvae qui infecte les larves. Le couvain présente un aspect irrégulier, dit en mosaïque, et dégage une odeur caractéristique de colle forte. Elle est aussi appelée loque gluante ou pourriture du couvain.
- La loque européenne ou loque bénigne est également causée par une bactérie : Melissococcus plutonius.

#### Virus
En 2007, dix-huit virus affectant le genre Apis étaient connus, les plus répandus étant les virus des ailes déformées, du couvain sacciforme, du Cachemire, de la paralysie aiguë, de la paralysie chronique et le black queen cell virus.
CBPV ou CPV,, paralysie chronique, maladie noire ou mal de mai
Caractérisé à l'entrée de la ruche par des abeilles noires, sans poils et tremblantes, incapables de voler et aux ailes écartées. Apparaît généralement en cas de pénurie de nourriture.
ABPV ou APV, virus de la paralysie aiguë
Présent chez l'abeille adulte de façon inapparente mais semble provoquer des mortalités importantes également en présence de varroas.
IAPV ou virus israélien de la paralysie aiguë
Très proche de l'ABPV, il est fréquemment associé au syndrome d'effondrement des colonies.
KBV ou virus du Cachemire
Si on le retrouve également dans des colonies saines, ce virus est particulièrement virulent chez Apis cerana en présence de varroas provoquant même des épidémies importantes. Ce virus ressemble très fortement au virus de la paralysie aiguë.
SBV ou virus du couvain sacciforme
Il se caractérise en infectant les larves d'abeilles qui sont ensuite enlevées par les abeilles provoquant ainsi un couvain « à trous ». On retrouve ce virus également chez l'abeille adulte principalement en présence de varroas.
BQCV
Il provoque la mort des larves de reines avec noircissement des cellules. Si des adultes sont touchés par la bactérie Nosema apis, le BQCV raccourcit leur durée de vie.
CWV ou virus des ailes opaques
Se développe dans les trachées et les muscles thoraciques provoquant ainsi l'opacité des membranes alaires. Il est un des virus les plus communs des pays nordiques.
DWV ou virus des ailes déformées
Le symptôme typique est la naissance d'abeilles aux ailes déformées lorsque les larves ont été touchées par le Varroa.
IIV6 ou CIV
La co-infection des colonies avec Nosema cerenae est constatée quasi-systématiquement dans les cas d'effondrement des colonies.
SPV
Même pathologie qu'ABPV.
ArkBV ou virus de l'abeille de l'Arkansas
Responsable de la mort d'abeilles âgées de 15 à 25 jours.
BVX
Localisé dans le tube digestif, provoque des mortalités hivernales.
BVY
Associé au printemps à la nosémose.
EBV ou virus égyptien
Provoque la mortalité du couvain juste avant la nymphose.
FBV ou virus filamenteux de l'abeille
Peut donner un aspect laiteux à l’hémolymphe lorsqu’il y a mortalité hivernale due à Nosema apis.

### Prédateurs
- En hiver, des rongeurs comme les lérots pénètrent dans les ruches et détruisent les rayons.
- Les lézards, les oiseaux insectivores (hirondelles, guêpiers, bondrées apivores)
- La cétoine noire, à partir de mai, peut s'introduire dans les ruches[24] et dévorer la cire et le miel en creusant des rigoles sinueuses dans les rayons.
- Le sphinx tête de mort (Acherontia atropos), un gros papillon nocturne, en plein été, pénètre dans les ruches et se nourrit de miel.
- Les chenilles des fausses teignes rongent la cire, se nourrissent du couvain et même du bois de la ruche.
- Les larves de Meloe proscarabaeus (triongulin)
- Les araignées, ainsi que certains insectes comme les guêpes ou les frelons, capturent les butineuses.

#### Frelon asiatique
L'apparition à caractère invasif en 2004 en France du frelon asiatique provoque une certaine inquiétude chez les apiculteurs. Cette espèce est un prédateur virulent des abeilles et le comportement défensif de l'abeille européenne Apis mellifera est peu efficace, contrairement à celui de l'asiatique Apis cerana. Celle-ci forme en effet une grappe d'abeilles autour de l'agresseur dans le but de le tuer par hyperthermie. On observe un comportement analogue chez Apis mellifera cypria contre le frelon oriental, mais ayant pour effet l'asphyxie du frelon.

### Produits phytosanitaires
Les produits phytosanitaires peuvent causer aux abeilles des intoxications aiguës provoquant des mortalités massives, mais aussi avoir des effets sublétaux affaiblissant les colonies.

#### En France
Au cours des années 2000, les substances actives que sont l'imidaclopride, le fipronil et le thiamethoxam, utilisées comme insecticides systémiques en enrobage de semences, ont été mises en cause dans le problème de surmortalité des abeilles. Depuis 2004 et à la suite de ces polémiques, l'utilisation d'insecticides pendant les périodes de floraison est réglementée et plusieurs produits ont été partiellement ou totalement interdits.

## Rôle dans l'écosystème
L'abeille joue un rôle important dans la nature à travers la pollinisation, un rôle particulièrement rappelé depuis les craintes de disparition de l'espèce exprimées au milieu des années 2000.

### Pollinisation

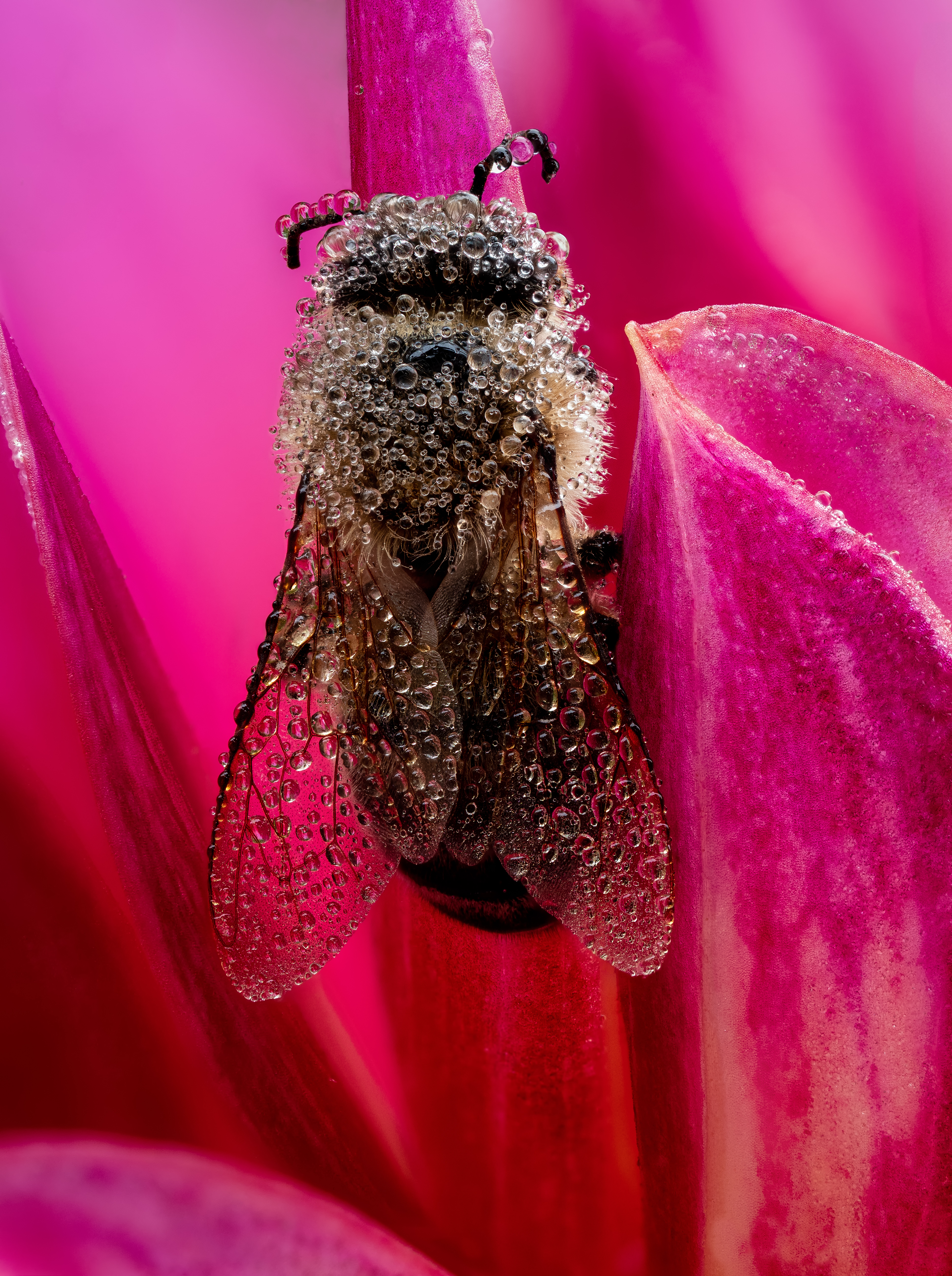
Une abeille mouillée dans une fleur de Zinnia. Octobre 2019.

Consommatrices de pollen et de nectar, les abeilles participent au transport du pollen des fleurs qu'elles visitent et assurent ainsi la pollinisation de nombreuses espèces de plantes à fleurs sauvages ou cultivées. Elles sont particulièrement utiles dans les vergers ou même parfois pour assurer la pollinisation dans des cultures sous serres. Étant des insectes, elles sont parfois sensibles aux traitements phytosanitaires utilisés pour lutter contre certains ravageurs. À ce titre, leur bonne ou mauvaise santé peut être considérée comme un bon témoin de la qualité des pratiques agricoles et de leurs conséquences sur le milieu naturel.
« Si l'abeille venait à disparaître, l'homme n'aurait plus que quatre années à vivre ». Cette citation attribuée à tort à Albert Einstein (elle a été inventée par un journaliste) illustre l'interdépendance des espèces. L'ensemble des pollinisateurs (essentiellement les insectes mais aussi certains mammifères et oiseaux) assurent la reproduction de 80 % des espèces végétales, parmi lesquelles se trouvent près de 35 % des ressources alimentaires mondiales.

## Piqûre d'abeille

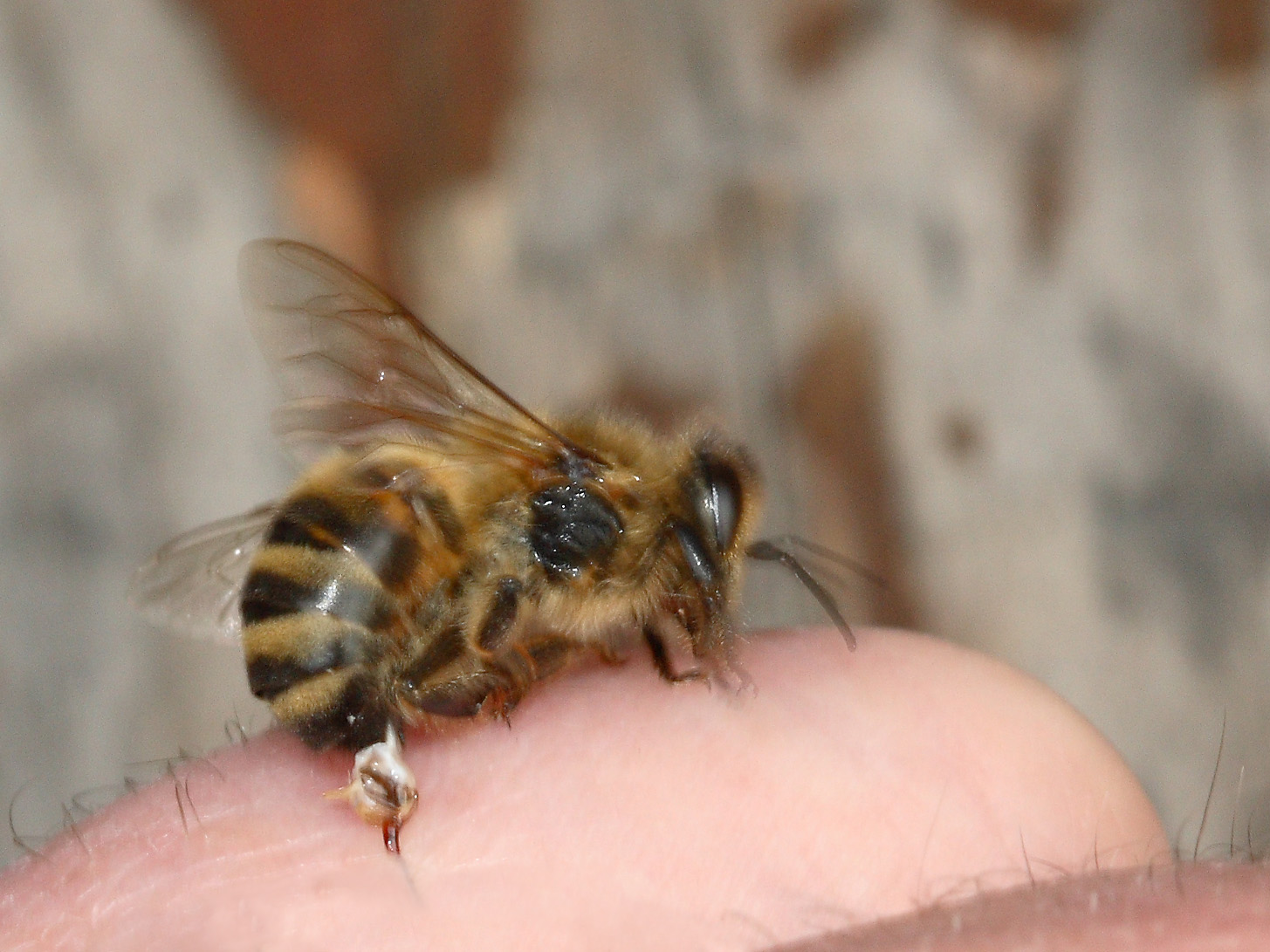
Abeille piquant avec son dard.

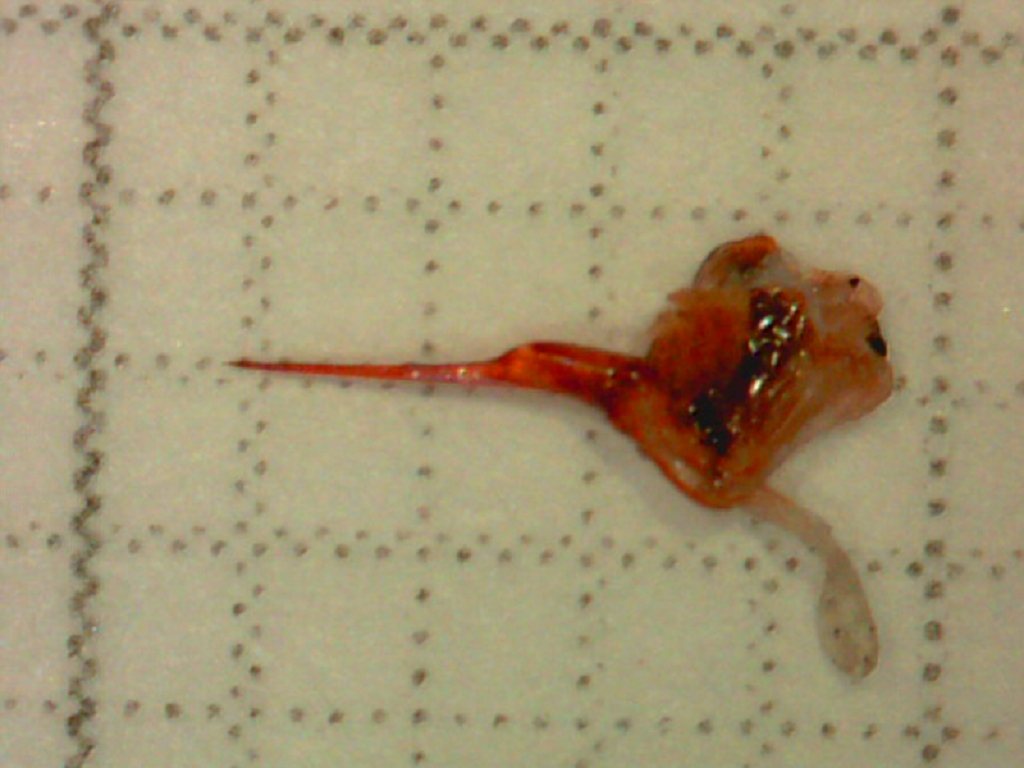
Dard arraché d'une abeille.

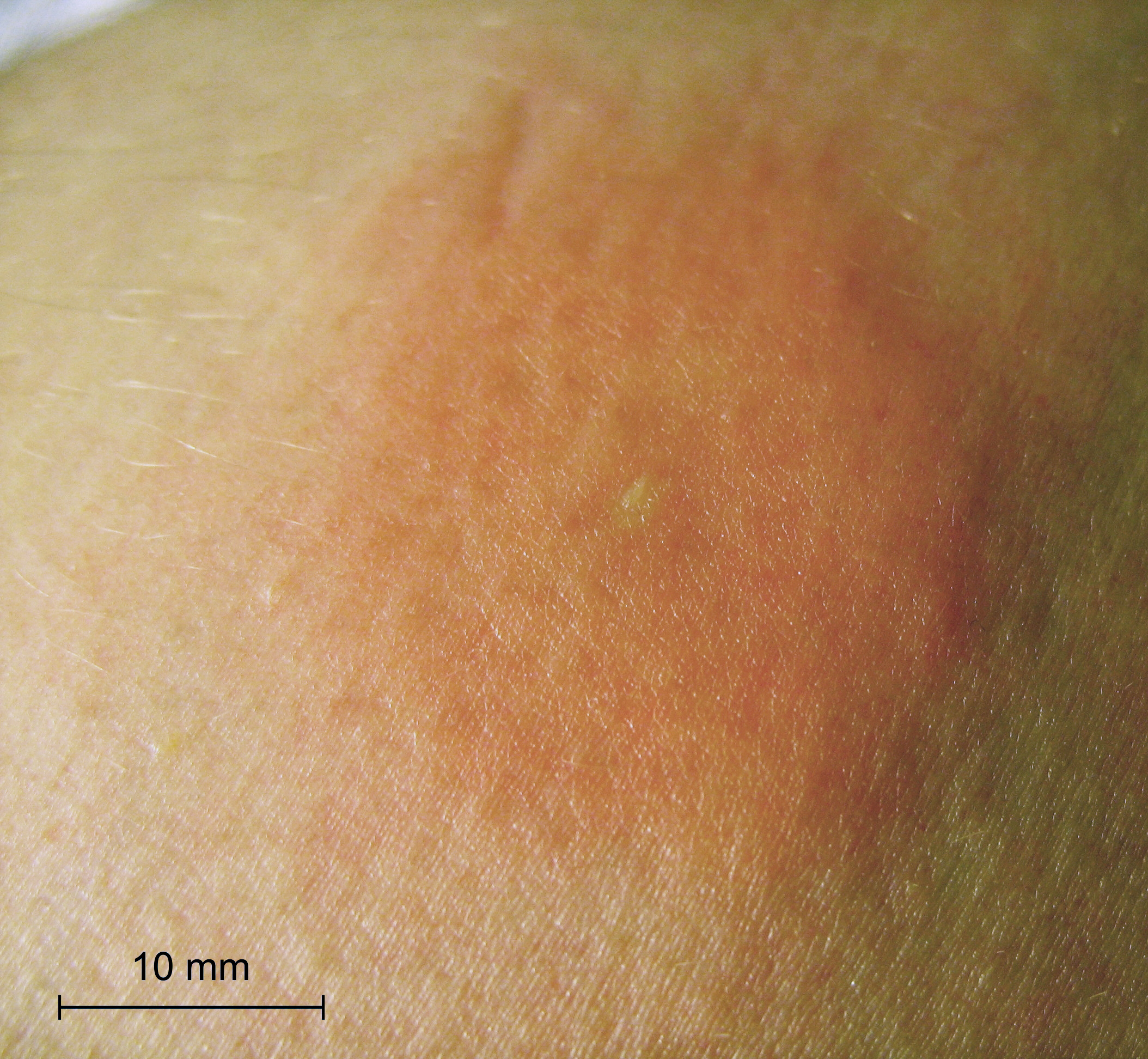
Piqûre d'abeille après 24 heures.

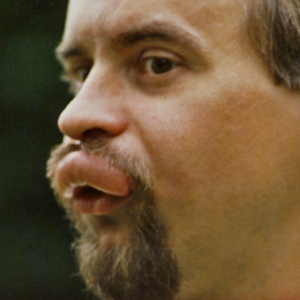
Gonflement de la lèvre supérieure à la suite d'une piqûre d'abeille.

La piqûre d'abeille est généralement sans danger, mais certaines personnes peuvent présenter une intolérance au venin de l'abeille ; cette intolérance peut aller jusqu'au choc anaphylactique et peut donc causer la mort. En cas de doute et symptôme important, ne pas hésiter à consulter un médecin.
Le venin de l'abeille, ou apitoxine, est un mélange de molécules qui contient plusieurs toxines dont la mélittine, la tértiapine et l'apamine, ainsi que des enzymes telles que la phospholipase A2, la carboxylesterase 6 et des protéases à sérine.
Après la piqûre, l'abeille, ayant laissé son dard planté sur son « agresseur », meurt ; en effet, lors de la désolidarisation du dard de l'abeille, cette opération entraîne un déchirement interne de l'abdomen.
En essayant de retirer le dard, il ne faut surtout pas presser la glande venimeuse, car cela a pour effet d'injecter le venin.
Le jus d'oignon (oignon fraîchement coupé) est assez efficace contre les piqûres d'abeilles.
Plonger la partie blessée dans du vinaigre pendant 30 minutes permet aussi une très nette diminution de la douleur et du gonflement.
La méthode la plus efficace est d’approcher une source de chaleur intense (briquet, bougie...) de la piqûre et de maintenir une dizaine de secondes, et de le répéter une à deux fois en veillant tout de même à ne pas brûler la peau. En effet le venin étant composé de protéines, celles-ci sont dénaturées par la chaleur et ne provoquent peu ou plus de réaction allergique. Ce procédé est d'autant plus efficace s'il est appliqué très rapidement.
La piqûre d'abeille peut aussi être utilisée pour l'apithérapie.
D'autre part, l'abeille secrète une cétone, la 2-heptanone (2-H), de ses glandes mandibulaires lorsqu'elle emploie ses mandibules pour mordre. Cette molécule agit comme un anesthésique envers les petits arthropodes (larves de petites teignes, varroa) qui, lorsqu'ils sont mordus par l'abeille, sont endormis pendant quelques minutes, lui permettant alors de s'en débarrasser,.

## Intérêt comme modèle épidémiologique?
L'abeille est comme la fourmi parfois utilisée comme modèle, ou pour tester des modèles.
Des chercheurs américains ont proposé d'utiliser l'abeille comme modèle en épidémiologie humaine, non pour simuler une maladie en particulier, mais pour mieux prospectivement comprendre certains phénomènes de diffusion de maladies infectieuses ou environnementales en tenant compte des niveaux de diversité génétique, la densité et de promiscuité de population, et des mécanismes de leur rétrocontrôle, à des coûts raisonnables.
En effet les colonies d'abeilles ont certains points communs avec les populations humaines ; diversité génétique, densité de population, sensibilité à certaines maladies ou à des agents chimiques. Chaque reine s'étant accouplée avec une trentaine de mâles, plus de 30 patrilignées constituent une même ruche. On peut étudier une colonie dans un réseau de quelques ruches à quelques centaines de ruches. Les abeilles circulent (jusqu'à 7 km de leur ruche) et certaines ruches sont régulièrement déplacées par les apiculteurs. On pourrait ainsi modéliser l'équivalent d'une grande famille à plusieurs grandes villes. Les ruches sont naturellement en interaction avec ces arthropodes, bactéries, champignons et virus pathogènes. Les ruches sont manipulables à des coûts bien moindres que les lignées de rongeurs.
Comme l'homme, l'abeille affiche différents mécanismes de défense contre la maladie (dont la fièvre en cas d'infection), l'utilisation d'antibiotiques, et l'élimination des cadavres. Mieux comprendre les comportements hygiéniques des apiculteurs, mais aussi des abeilles (rôle de la propolis et du miel) pourrait aider à mieux modéliser certains problèmes touchant l'Homme, même si les réponses physiologiques des abeilles sont très différentes de celles de l'homme.